# El Zulia
El Zulia là một khu tự quản thuộc tỉnh Norte de Santander, Colombia. Thủ phủ của khu tự quản El Zulia đóng tại El Zulia Khu tự quản El Zulia có diện tích 528 ki lô mét vuông. Đến thời điểm ngày 28 tháng 5 năm 2005, khu tự quản El Zulia có dân số 16284 người.